# 나카무라 슌 (1999년)
나카무라 슌(일본어: 中村 駿, 1999년 5월 5일~)는 일본의 축구 선수이다.

## 구단 경력
그는 2022년 J3리그의 YSCC 요코하마에 입단했다. 2023년 Whittlesea Ranges FC로 이적했다.